# Miscanthus sinensis
Miscanthus sinensis (cây chè vè) là một loài thực vật có hoa trong họ Hòa thảo. Loài này được Andersson mô tả khoa học đầu tiên năm 1855.

## Hình ảnh

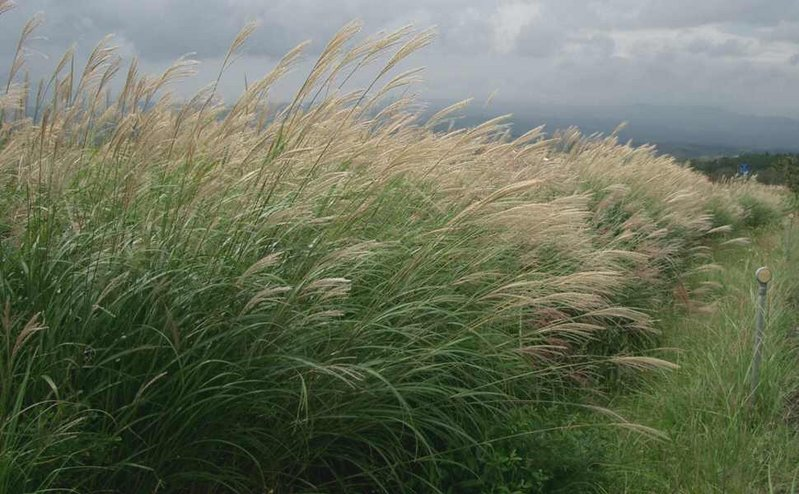
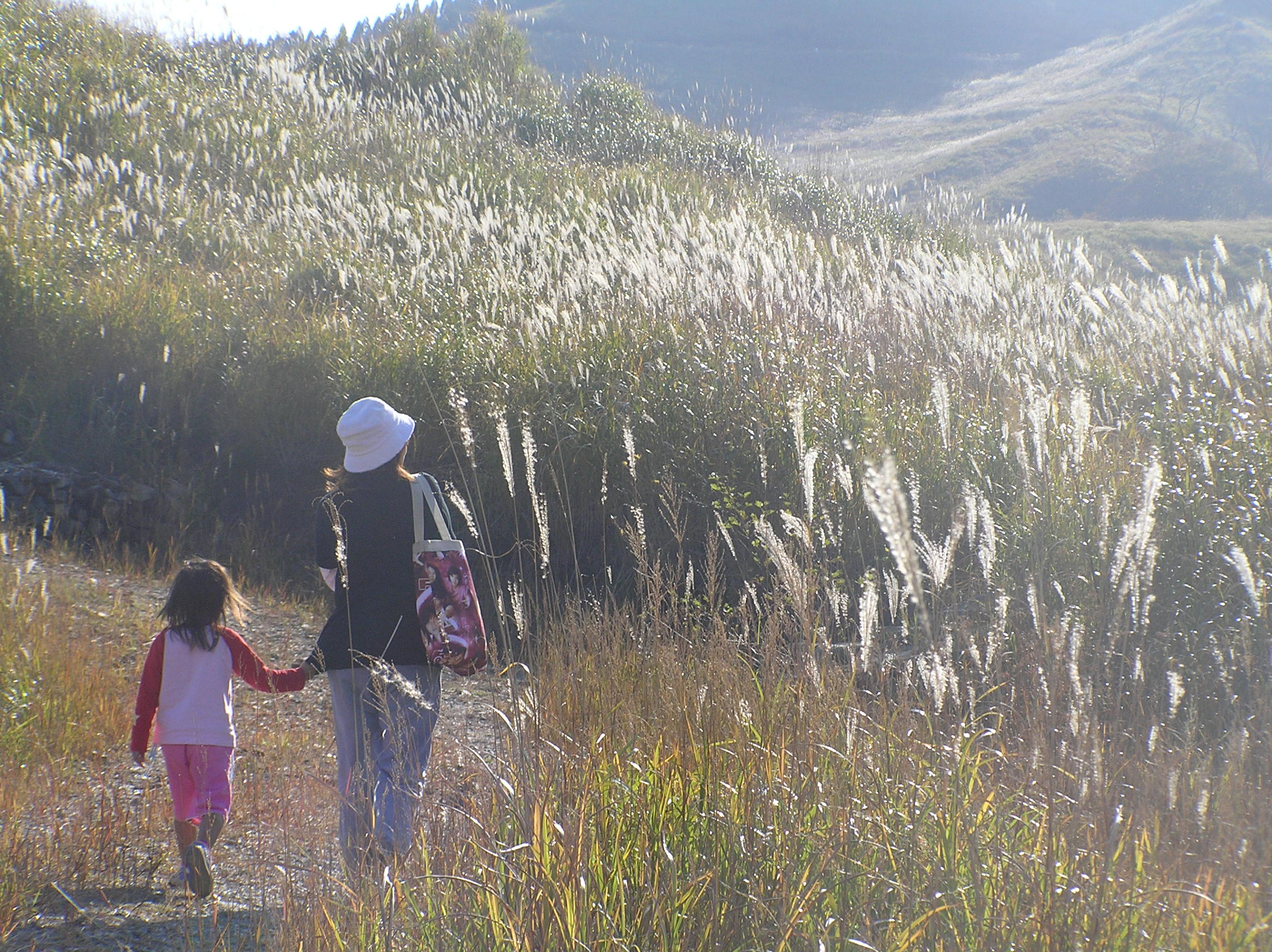
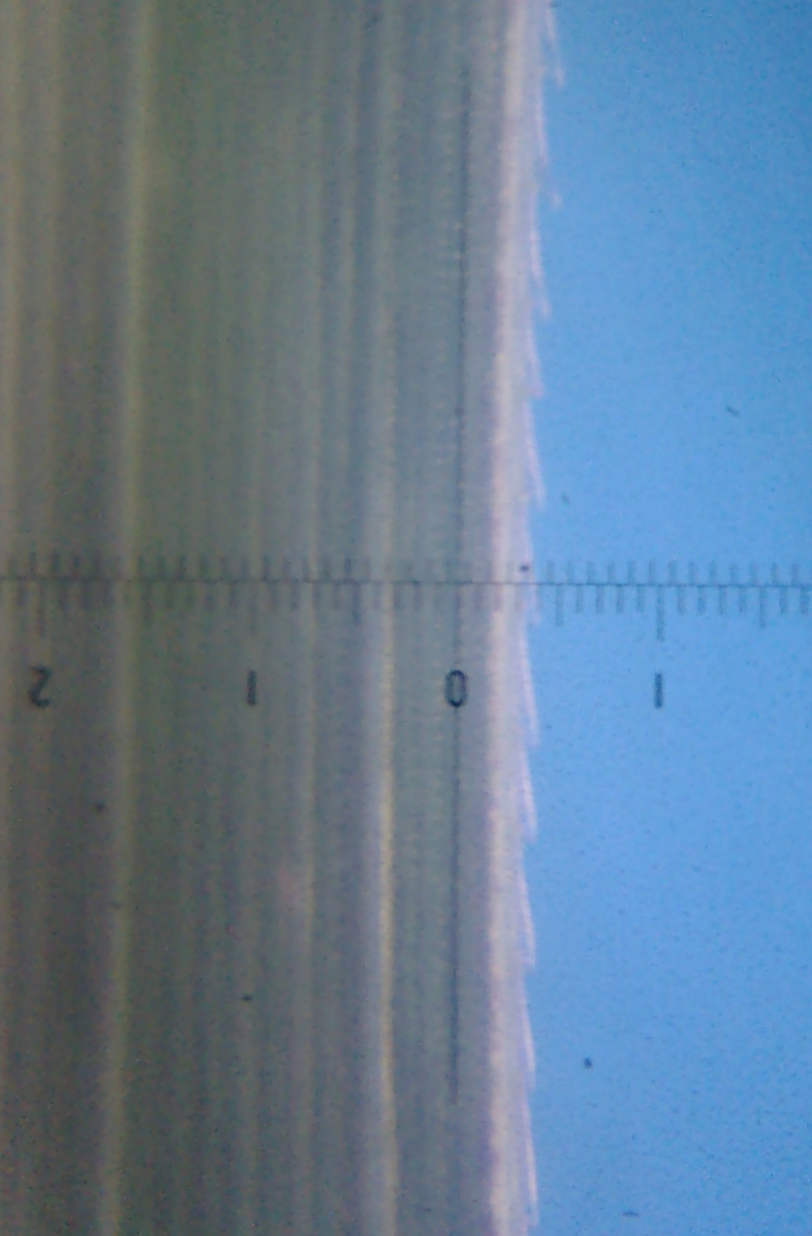
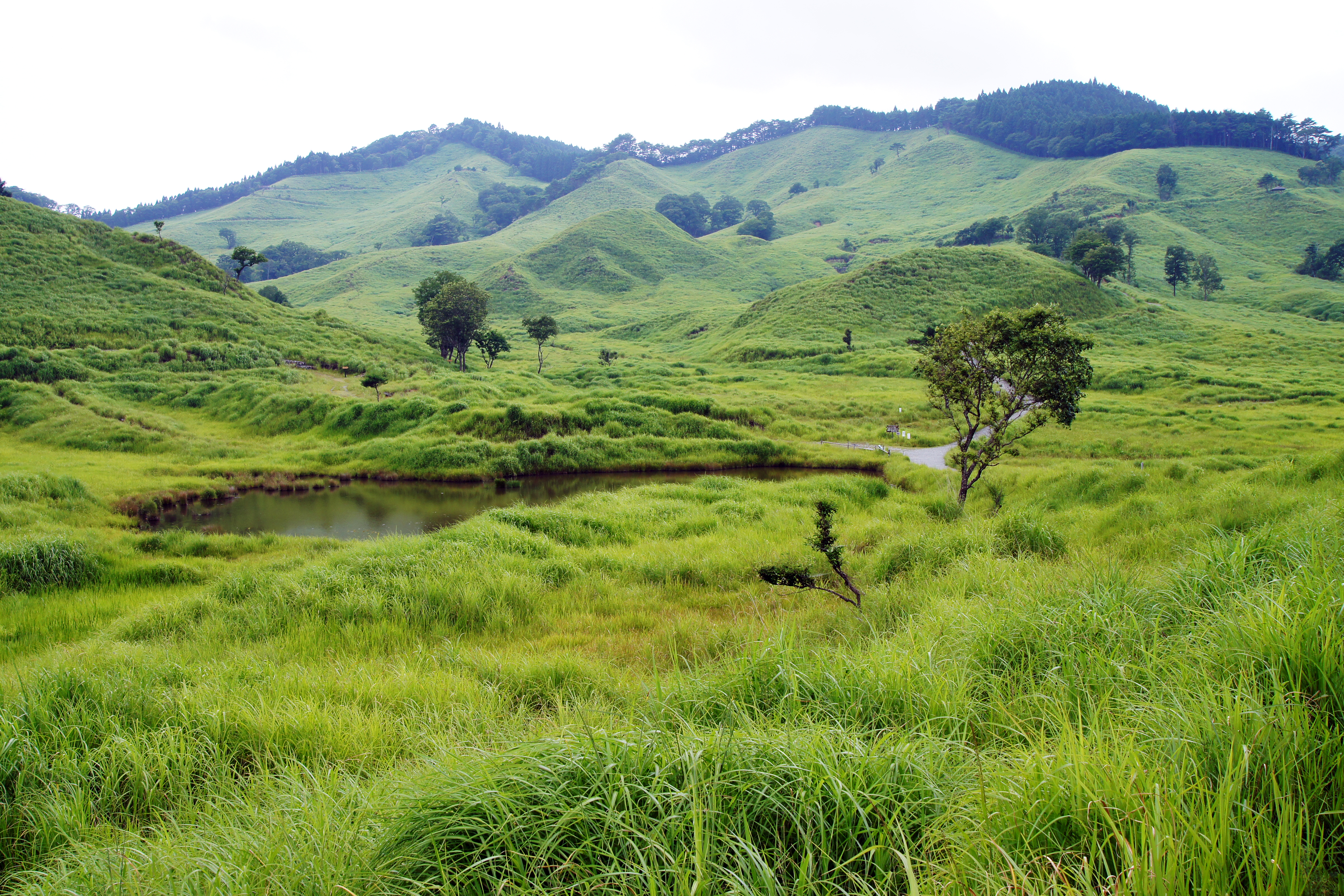